# ホットドッグ
ホットドッグ（英語: hot dog）は、加熱したソーセージを細長いバンで挟んだ食品である。なお、英語の"dog"はソーセージを意味する俗語で、そのためパンを含まないソーセージ単体も"Hot dog"と呼ばれる。

## 概要

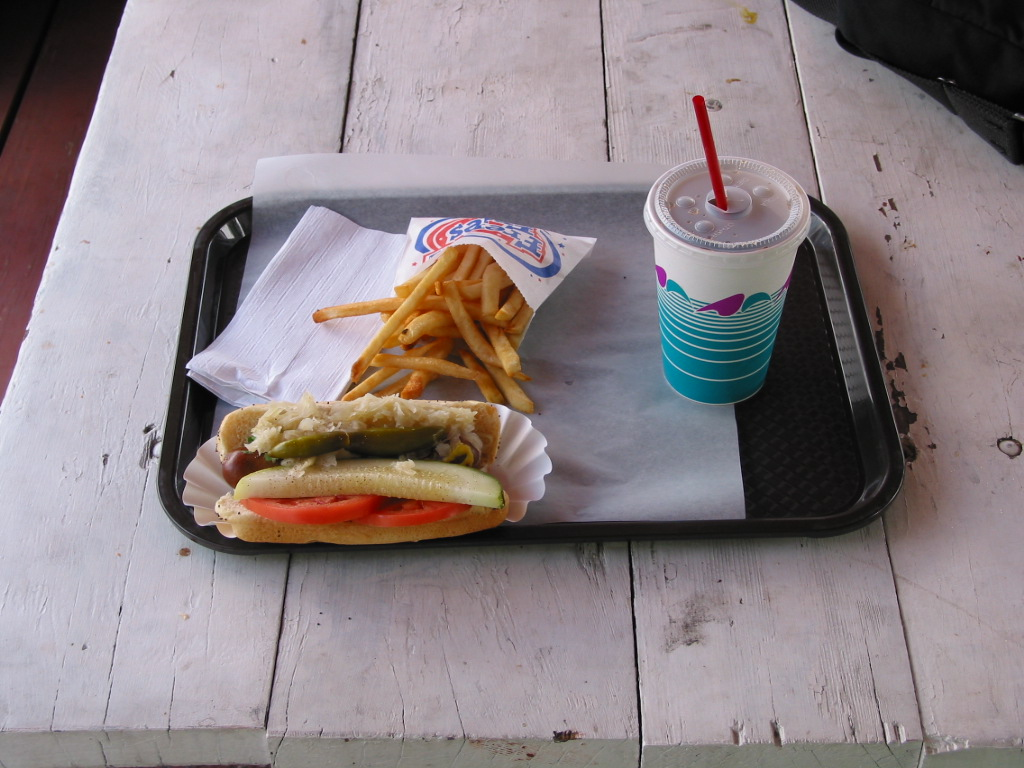
シカゴドッグ。

ソーセージは湯煎または焼網や鉄板、店舗用の回転式専用グリラーなどでグリルされる。
パンは常温、トースト、スチームと、店や好みによって様々である。
味付けはマスタードを基本にトマトケチャップ、レリッシュ（タマネギやピクルスを細かく刻んだもの）、ザワークラウトなどが用いられる。日本ではマスタードとケチャップの組み合わせがよく見られるほか、チリミートをかけたチリドッグ、溶かしたチェダーチーズをかけたものや、トマトなどの野菜を挟んだシカゴドッグ、サルサをかけたサルサドッグなどさまざまなバリエーションがある。

## 具材
ソーセージは、太さ2～3cm長さ15～16cmほどの大ぶりなものが用いられ、牛肉、絹挽き、豚肉の荒挽きなど多様。
日本では、豚肉（ドイツ式のソーセージ、フランクフルト、ウインナーソーセージ）が主に用いられていて、普及初期の敗戦後は魚肉ソーセージで代用されたといい、現在でもデニッシュに魚肉ソーセージを焼き込んだおかずパンは、子供達に愛されている。
パンについては、北米では柔らかく甘みのあるやや角張った小さめのもので、水平にスライスされる。日本ではコッペパンを小型にしたような形状のロールパンや、表面の固いフランスパンのような生地のものが多く、底面に対して垂直に切り込みが入れられる。一部チェーン店では、ナンを用いたナンドッグも販売されている。

日本では、昭和の時代に移動販売車や駅構内などのスタンドで小型のロールパンに赤いウインナーとカレー粉で炒めたキャベツなどを挟んだもの（発祥のドイツにも、カレー味のカリーヴルストという屋台料理があるという）や、喫茶店で炒めたキャベツとともに挟んでトーストしたものを、さらにキムラヤでは、薄切りハムとコールスローをパンに挟んだものを『ホットドッグ』と称して販売していた。

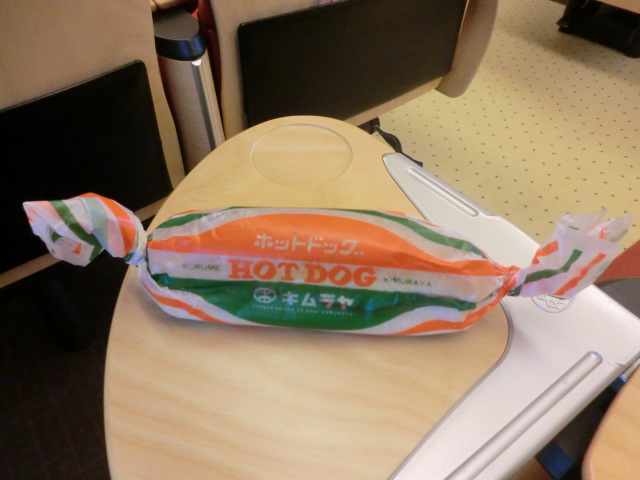
キムラヤのホットドッグの入った包み紙。パンの中身は通常のソーセージではなく、薄切りハムとコールスローである。

## 名称
アメリカにおいて"ドッグ"という用語は、19世紀にはソーセージの同義語として使用されていたが、これはソーセージに犬肉が使用されているという都市伝説によるものだった。実際ドイツでは19世紀から20世紀にかけて一部の地域では犬肉の消費は一般的でソーセージにも含まれていた。
日本においては、その中身よりもパンにソーセージを挟むというスタイルそのものが注目されたため、ドッグバンを用いたサンドイッチであれば、中身がソーセージでなくとも「～ドッグ」と呼ばれる例がある。
またホットドッ「ク」という表記もしばしば見られ、商品名として採用している会社も存在する。
2016年、アメリカのプレッツェルチェーン、アンティ・アンズが、マレーシアにおいて自社製品のプレッツェルドッグ（プレッツェル生地でソーセージを巻いた食品）にハラル認証を求めたところ、ドッグの語感がイスラム教では不浄な存在にあたる犬（dog）に通じるとして当局から難色を示された。結果的にアンティ・アンズはドッグを外し、「プレッツェルソーセージ」への改名を行っている。

## 歴史

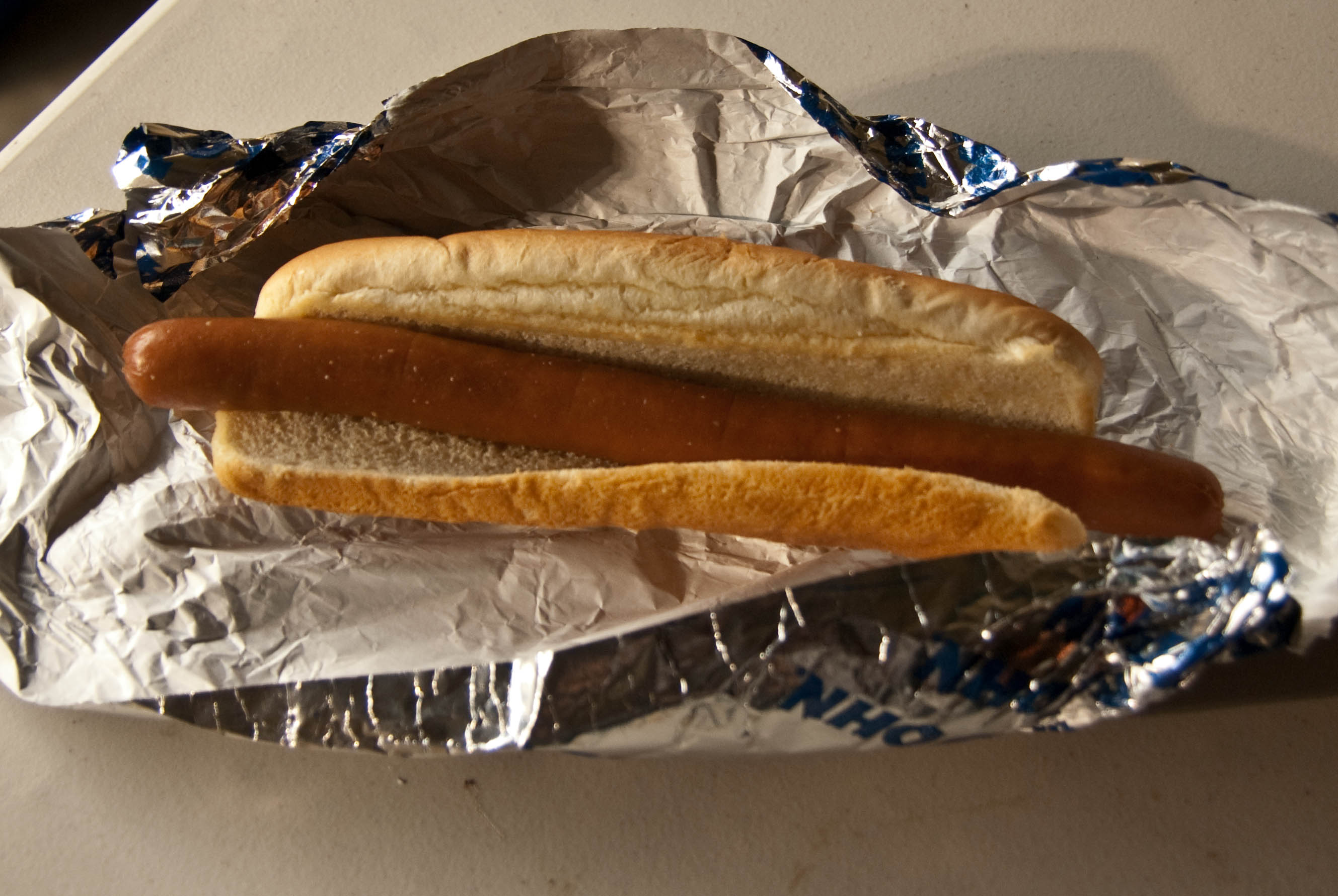
ドジャー・ドッグ。

熱いソーセージをパンに挟んで供するという工夫はドイツからアメリカへやってきた移民達によって伝えられたと考えられている。鍋で温めたソーセージを売り歩いていたドイツ人の売り子がソーセージを掴んで食べるための手袋を貸していたが、それを持ち去る客に困惑し、代案としてパンに挟んで提供することを思いついたという説である。
ホットドッグに挟んであるソーセージは元々はドイツのフランクフルトで生まれたフランクフルターソーセージだった。当時のホットドッグの呼び名は「フランクフルター」だった。フランクフルト・アム・マイン市の主張するところでは、1847年 コーブルクの食肉製造販売業者ヨハン・ゲオルク・ヘーナー（Johann Georg Hehner）がフランクフルトでこのソーセージ料理を発明したという。
このスタイルがアメリカ合衆国において広まるきっかけを作った人物はコニーアイランドで屋台を開いていたチャールズ・フェルトマン（フェルトマンの使用人のネイサンが始めたホットドッグスタンドがネイサンズである）や、ポロ・グラウンズの売り子であったハリー・スチーブンスなど諸説あるが、定かではない。チャールズ・フェルトマン（Charles Feltman）は元々カール・フィリートマン（Karl Friedmann）と称し、故郷の北ドイツから15歳でアメリカに移住した人物である。いずれにせよ19世紀後半のニューヨークではこうした形の食べ物が認知され、様々な場所で販売されていたことは間違いのないところである。
ちなみに、名付け親は、漫画家のタッド・ドーガンだという説が有力である。この説では、球場で売っているダックスフントソーセージの様子を新聞漫画にしたいと考えたが、ダックスフントのつづりが分からなかったためDogと書いた。そして、HOT DOGという表記で新聞漫画に描かれた。この事がきっかけで以後はホットドッグと呼ばれるようになったとされる。ただし、この漫画はまだ見つかっていない。
アメリカ在住のドイツ人の多くが「ソーセージの形の」犬、つまりダクスフント（Dachshund, Dackel）を飼っていたからとする説もある。ちなみにドイツ語のフント（Hund）は語源的に英語の hound（猟犬）に対応する語であるが、猟犬に限らず犬一般を意味する。
ドイツのソーセージは本来豚肉を原料としていたが、アメリカに伝来してからはより入手しやすい牛肉が主に使われるようになった。現在では牛肉以外にも豚肉、鶏肉、七面鳥、およびそれらのブレンドなどに加え、大豆たんぱくを用いたベジタリアン・ホットドッグまでも生産されている。
アメリカでは1人当たり年間60食を消費していると言われ、国民食の代表として位置づけられている。特に野球観戦とホットドッグの繋がりは深く、ドジャー・ドッグ（ドジャー・スタジアム）、フェンウェイ・フランクス（フェンウェイ・パーク）など、野球場にはそれぞれ名物とされるホットドッグがある。
また、米国史上最高の自動車CMとして名高い1970年代のシボレーのテレビCMで用いられたキャッチコピー「ベースボール、ホットドッグ、アップルパイ & シボレー」（考案者は名コピーライターのジェームズ・ハーツェル）によりさらにアメリカ文化を代表する食べ物としてのイメージが高まったとされる。
1916年より、毎年7月4日にニューヨークにおいて「ネイサンズ国際ホットドッグ早食い選手権」が開催されており、2001年から6連覇を果たした小林尊など日本からの参加者が上位に入賞することがある。

## 言葉
Hot dogという語は、アメリカ合衆国において、驚きや喜びを表す感嘆詞、あるいは有能な人材や目立ちたがり屋の喩えなどとして用いられることがある。後者の場合には、Hotdog等とも綴る。

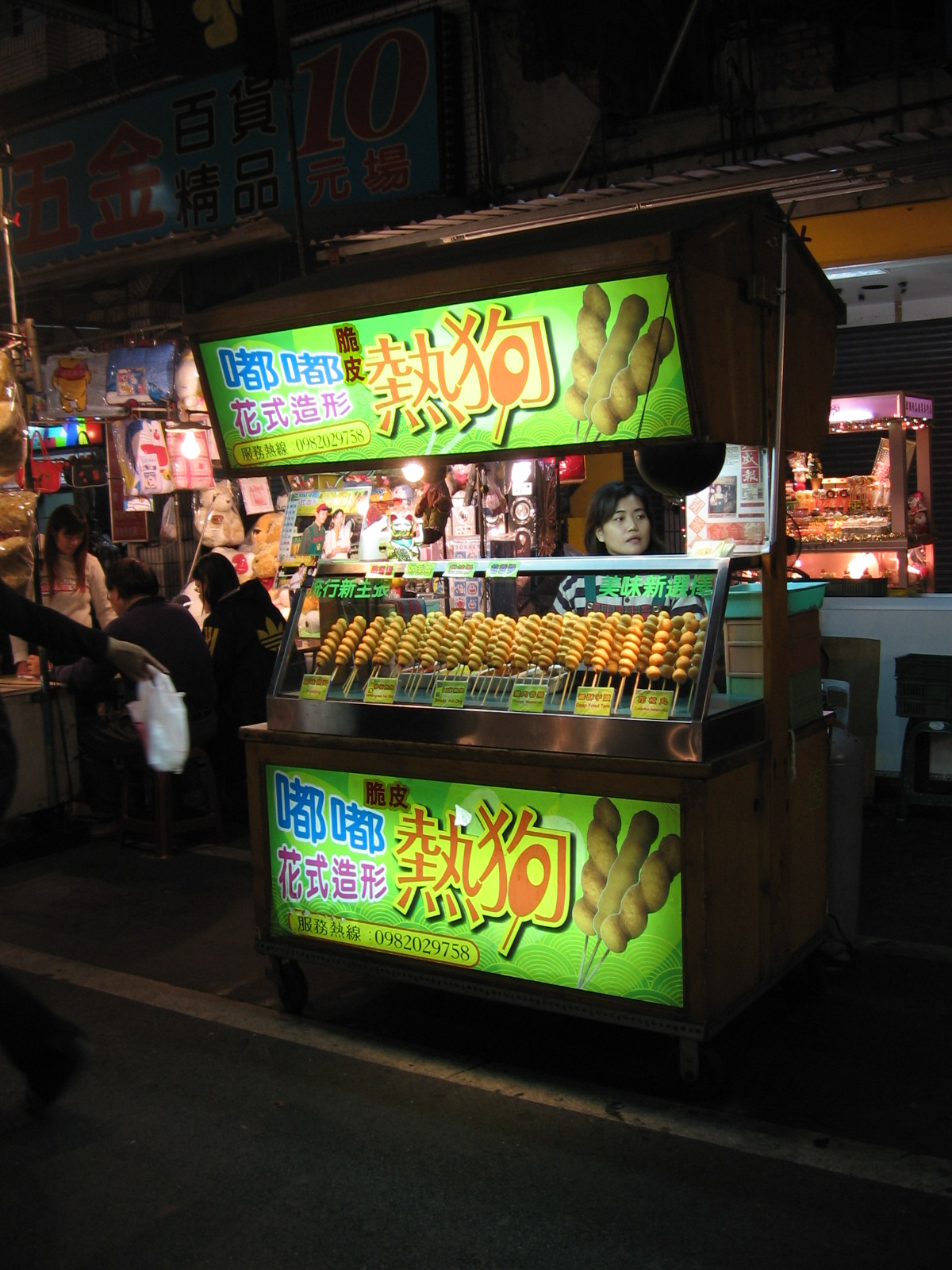
台湾の熱狗の屋台。

中国語では熱狗といい、Hot dogのおのおのの語彙を漢字に当てている。日本とは違ってパンに挟んだ状態に限らず、英語同様にソーセージそのものも意味する単語である。中国や香港、台湾のコンビニエンスストアで熱狗として売られているものは、大抵が日本でもおなじみの温めた串つきソーセージである。

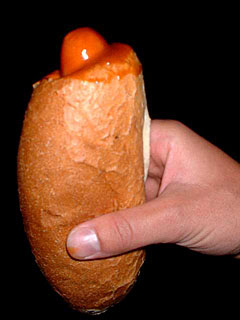
ケートヴルスト。

東ドイツでは、かつてKetwurst（ケートヴルスト）と呼ばれていた。ケートとはドイツ語でのケチャップの最初の三文字を採ったもので、ヴルストとは同じくドイツ語で腸詰めを意味する。ケートヴルストは東ベルリンを訪れる訪問客の人数に対して飲食店が不足気味という事情を改善するために、1977年ないし1978年に考案された。製法は独特なもので、まず熱せられた太い金串に細長い小麦パンを刺して、パンに穴を通すと同時に内側から温め、そこへ湯煎してケチャップを塗った腸詰めを差し込むというものだった。

## ホットドッグに関連した作品
映像作品
- ドキュメンタリー「アメリカ人は何を食べてきたのか」第3回「ホットドッグ」（専門チャンネル：ヒストリーチャンネル）
- ドキュメンタリー「美味しさのテクノロジー」第9回「ホットドッグ」（専門チャンネル：ヒストリーチャンネル）
- 映画「ペーパー・ムーン」 - 劇中に登場するホットドッグを、登場人物が 「コニーアイランド」 と呼んでいる。日本語字幕は「ホットドッグ」。
- 映画「 2010年 (映画)」 - 登場人物の一人が「地球に帰れたらやりたい事」として野球観戦を挙げ、観戦中に食すホットドッグのマスタードへの拘りを語るシーンがある。

ゲーム
- ホットドッグ（ボーステック） - 1986年のPC用フリースタイルスキー競技ゲーム。解説HP
- ホットドッグストーム（開発元：MABLE、販売元：ACE International） - 1996年のアーケード用シューティングゲーム。
- Hot Dog Simulator（Han GAMES） - 2025年中に発売予定のPC(Steam)用ホットドッグ屋台経営シミュレータ・ゲーム。公式HP

アイドル
- HOT DOG CAT - 2018年3月19日 ～ 2023年5月13日の期間に活躍していた日本の女性アイドルグループ。

音楽
- 洋楽「ホット・ドッグ」（レッド・ツェッペリン、1979年）
- アーマー社は覚えやすいアニメ童謡をテレビで発表した。「ホットドッグ、アーマー・ホットドッグ どんな子がアーマー・ホットドッグを食べるの？ 大きな子、小さな子、石の上にのぼる子、 太った子、やせた子、水疱瘡の子だって みんなホットドッグが、アーマー・ホットドッグが大好き。 子供たちがよろこんでかみつく犬はホットドッグ！」[12]